# Estación de Neuilly - Porte Maillot
La estación de Neuilly - Porte Maillot es una estación ferroviaria situada en el XVII Distrito de París. Pertenece a la línea C del RER. Ofrece conexión la línea 1 del metro a través de largos pasillos que enlazan con al estación de Porte Maillot.
Según datos del 2004, el número de viajeros diarios se situaba entre los 7500−15 000.

## Historia
La estación fue inaugurada el 2 de mayo de 1854. Originalmente formaba parte de una línea de ferrocarril llamada línea de Auteuil situada en el oeste de París. El 6 de enero de 1985, la estación fue cerrada para la integración de la línea dentro de la red del RER como su línea C todo ello dentro del proyecto VMI (Vallée de Montmorency-Invalides). Concluidas las obras, el 25 de septiembre de 1988 la estación fue reabierta y enlazada con el metro parisino.